# Jerry Bock
Jerrold Lewis Bock, detto Jerry (New Haven, 23 novembre 1928 – Mount Kisco, 3 novembre 2010), è stato un compositore e poeta statunitense.

## Biografia
Nato a New Haven e cresciuto a Flushing, Bock iniziò lo studio del pianoforte sin da bambino. Frequentò la University of Wisconsin-Madison, dove scrisse il musical Big As Life, la cui rappresentazione andò in tournée per tutto lo Stato ed ebbe una lunga serie di rappresentazioni a Chicago. Dopo la laurea passò tre estati alla Tamiment Playhouse di Poconos e scrisse per i primi programmi televisivi riviste con testi di Larry Holofcener. Debuttò a Broadway nel 1955 contribuendo ad alcune canzoni di Catch a Star su liriche di Larry Holofcener. L'anno seguente, i due collaborarono alla scrittura del musical Mr. Wonderful, che mise in mostra il talento di Sammy Davis Jr., dopo di che lavorarono a Ziegfeld Follies of 1956.
Poco dopo, Bock incontrò il paroliere Sheldon Harnick, con il quale realizzerà una fruttuosa collaborazione. Il primo lavoro The Body Beautiful, non piacque ai critici, ma attirò l'attenzione del regista George Abbott e del produttore Harold Prince, che commissionarono ai due la composizione di un musical sull'ex sindaco di New York Fiorello La Guardia. Fiorello! vinse poi il Tony Award come Best Musical ed il Premio Pulitzer per il dramma.
Fra le collaborazioni di Bock con Harnick si ricordano i libretti per Tenderloin (1960), Man in the Moon (1963), She Loves Me (1963), Fiddler on the Roof (1964), The Apple Tree (1966), e The Rothschilds (1970), tre contributi per Baker Street (1965), ed una canzone per Never Too Late (1962).
Nel 1997 è stato creato il Jerry Bock Award for Excellence in Musical Theatre, un premio annuale di 2.000 dollari, messo a disposizione del compositore a cui è intitolato, per premiare il miglior progetto presentato al BMI Lehman Engel Musical Theater Workshop.

## Riconoscimenti
Premi
- 1965 Tony Award for Best Composer and Lyricist - Fiddler on the Roof
- 1965 Tony Award for Best Musical - Fiddler on the Roof

Candidature
- 1964 Tony Award for Best Musical - She Loves Me
- 1967 Tony Award for Best Composer and Lyricist - The Apple Tree
- 1967 Tony Award for Best Musical - The Apple Tree
- 1971 Tony Award for Best Original Score - The Rothschilds